# Molo (figlio di Deucalione)
Nella mitologia greca, Molo (in greco Μόλος?) era il nome del padre di Merione

## Il mito
Molo, abitante dell'isola di Creta, era uno dei figli illegittimi di Deucalione. Quando crebbe, desiderò una ninfa al punto di violentarla; poi scomparve e il suo corpo venne ritrovato privo della testa, in segno di vendetta.  
Suo figlio Merione, amico di Idomeneo, partecipò alla guerra di Troia, schierandosi con il suo compagno.